# Lech Jaworowicz
Lech Jaworowicz (ur. 3 października 1943) – polski kierowca wyścigowy i rajdowy, pilot rajdowy.

## Biografia
W 1965 roku był pilotem Roberta Muchy, który wygrał Rajd Warszawski, rywalizując Fiatem 1500. Rok później wygrał klasę w Rajdzie Dolnośląskim, a jego pilotem był Krzysztof Komornicki. W 1968 roku zadebiutował za kierownicą samochodu Formuły 3, rywalizując w eliminacji Polskiej Formuły 3 w Puławach (ósme miejsce). W 1969 roku wrócił na trasy rajdowe. Jako kierowca BMW 2002 zdobył drugie miejsce w klasie w Rajdzie Warszawskim, a poza tym pilotował Krzysztofa Komornickiego. Rok później załoga Komornicki/Jaworowicz wygrała na Renault Alpine A110 Rajd Mazurski, ponadto pilotowany przez Jaworowicza Marek Barański zajął trzecie miejsce w Rajdzie Dolnośląskim, używając Renault 8 Gordini. W 1971 roku zajął, jako kierowca, czwarte miejsce Polskim Fiatem 125p w Rajdzie Dolnośląskim. Jako pilot Roberta Muchy wygrał klasę i zajął piąte miejsce w klasyfikacji generalnej Rajdu Pneumant. Rok później załoga ta zajęła 24. miejsce w klasyfikacji generalnej oraz wygrała swoją klasę w Rajdzie Monte Carlo, ponadto uczestniczyła w Rajdzie Akropolu, z którego odpadła. W 1973 Jaworowicz był pilotem Macieja Stawowiaka w Rajdzie Monte Carlo, ale załoga nie ukończyła zawodów z powodu awarii silnika.
Jednocześnie w 1972 roku Jaworowicz powrócił na trasy wyścigowe, rywalizując w WSMP. Ścigał się wówczas Promotem-Rakiem 67 i wygrał dwie eliminacje w klasie samochodów wyścigowych, zdobywając tytuł mistrza Polski. W sezonie 1976 rozpoczął rywalizację samochodami turystycznymi. Uczestniczył wówczas Polskim Fiatem 128 3p w klasie 5, wygrywając dwa wyścigi i zostając wicemistrzem kraju. W tym samym roku zadebiutował w Pucharze Pokoju i Przyjaźni w klasie A2, zdobywając szóste miejsce w eliminacji na torze Schleizer Dreieckrennen oraz 26. w klasyfikacji końcowej sezonu. Wystartował również w eliminacji w Toruniu w Formule Easter, gdzie był dziesiąty. W sezonie 1979 wygrał Oplem Kadettem GTE klasyfikację końcową klasy 4. W sezonie 1980 po raz kolejny wziął udział w Pucharze Pokoju i Przyjaźni.

## Wyniki w Pucharze Pokoju i Przyjaźni
| Legenda oznaczeń w tabelach wyników Wyświetl szablon na nowej stronie | Legenda oznaczeń w tabelach wyników Wyświetl szablon na nowej stronie                                                                     |
| Oznaczenie                                                            | Wyjaśnienie |
| --------------------------------------------------------------------- | --- |
| Złoty                                                                 | Zwycięzca lub mistrzostwo |
| Srebrny                                                               | 2. miejsce lub wicemistrzostwo |
| Brązowy                                                               | 3. miejsce lub II wicemistrzostwo |
| Zielony                                                               | Ukończył, punktował (w klasyfikacji generalnej, gdy zdobył co najmniej jeden punkt na przestrzeni sezonu, poza trzema powyższymi opcjami) |
| Niebieski                                                             | Ukończył, nie punktował (w klasyfikacji generalnej, gdy nie zdobył co najmniej jednego punktu na przestrzeni sezonu)                      |
| Czerwony                                                              | Nie zakwalifikował się (NZ) |
| Czerwony                                                              | Nie prekwalifikował się (NPK) |
| Różowy                                                                | Nie ukończył (NU) |
| Różowy                                                                | Niesklasyfikowany (NS) (w klasyfikacji generalnej, gdy nie został sklasyfikowany w żadnym wyścigu sezonu)                                 |
| Czarny                                                                | Zdyskwalifikowany (DK) |
| Czarny                                                                | Wykluczony (WYK/EX) |
| Biały                                                                 | Nie wystartował (NW) |
| Biały                                                                 | Kontuzjowany (K/INJ) |
| Biały                                                                 | Wyścig odwołany (OD/C) |
| Bez koloru                                                            | Został wycofany (WYC/WD) |
| Bez koloru                                                            | Nie przybył (NP/DNA) |
| Bez koloru                                                            | Nie brał udziału w treningach (NT/DNP) |
| Bez koloru                                                            | Nie został zgłoszony (–) |
| Pogrubienie                                                           | Start z pole position |
| Kursywa                                                               | Najszybsze okrążenie wyścigu |
| †                                                                     | Nie ukończył, ale jego rezultat został zaliczony ze względu na przejechanie więcej niż 90% dystansu wyścigu.                              |
| *                                                                     | Sezon w trakcie |
| 1/2/3                                                                 | Punktowana pozycja w sprincie kwalifikacyjnym                                                                                             |
| Lista systemów punktacji Formuły 1                                    | |

### Samochody turystyczne
| Rok  | Samochód           | Wyniki w poszczególnych eliminacjach | Wyniki w poszczególnych eliminacjach | Wyniki w poszczególnych eliminacjach | Wyniki w poszczególnych eliminacjach | Wyniki w poszczególnych eliminacjach | Pkt. | Msc. |
| ---- | ------------------ | ------------------------------------ | ------------------------------------ | ------------------------------------ | ------------------------------------ | ------------------------------------ | ---- | ---- |
| 1976 |                    |                                      |                                      | Czechosłowacja                       |                                      | Czechosłowacja                       | 39   | 26   |
| 1976 | Polski Fiat 128 3p | -                                    | 6                                    | -                                    | NU                                   | -                                    | 39   | 26   |

### Formuła Easter
| Rok  | Samochód      | Silnik | Wyniki w poszczególnych eliminacjach | Wyniki w poszczególnych eliminacjach | Wyniki w poszczególnych eliminacjach | Wyniki w poszczególnych eliminacjach | Wyniki w poszczególnych eliminacjach | Pkt. | Msc. |
| ---- | ------------- | ------ | ------------------------------------ | ------------------------------------ | ------------------------------------ | ------------------------------------ | ------------------------------------ | ---- | ---- |
| 1976 |               |        |                                      |                                      | Czechosłowacja                       |                                      | Czechosłowacja                       | 35   | 25   |
| 1976 | Promot-Rak 67 | Fiat   | -                                    | -                                    | -                                    | 10                                   | -                                    | 35   | 25   |
| 1980 |               |        |                                      |                                      | Czechosłowacja                       |                                      |                                      | 26   | 32   |
| 1980 | MTX 1-03      | Łada   | 19                                   | -                                    | -                                    | -                                    | -                                    | 26   | 32   |